# Bernard Kruysen
Bernard Kruysen (Montreux, 28 maart 1933 – Rijswijk, 30 oktober 2000) was een Nederlandse klassieke lyrisch bariton. Hij ontving diverse Franse en Nederlandse prijzen waaronder de prestigieuze l’Ordre des Arts et des Lettres. Hij gaf vele concerten zowel in Europa als in de Verenigde Staten.

## Biografie
Bernard Kruysen bracht een groot deel van zijn jeugd door in de Provence, wat hem een uitstekende kennis van de Franse taal opleverde. Hij sprak en zong accentloos Frans. Hij woonde er met zijn moeder Willy van Berkel en stiefvader en zanger Hubert Raidich.. Hij zag zijn biologische vader pas op latere leeftijd terug.
Kruysen studeerde aan het Koninklijk Conservatorium in Den Haag onder Herbert Raideck en werd al op vroege leeftijd toegelaten tot de Akademie van de Nederlandse Opera. Hij studeerde in Parijs om te werken met Pierre Bernac, wat hem al snel tot een toonaangevend vertolker van het Franse lied maakte. Componist Francis Poulenc begeleidde hem vaak op piano.
Zijn repertoire omvatte werken van Monteverdi tot Poulenc en van componisten als Bach, Schubert, Schumann, Fauré en Ravel. Pianist Noël Lee was zijn vaste partner bij vele opnames. Ook werkte hij intensief samen met de Nederlandse pianisten Gérard van Blerk en Hans Henkemans. Naast het Franse lied behoorden de Winterreise van Schubert en uitvoeringen van de Matthäus Passion en de Johannes-Passion van Bach tot zijn specialismen, waarmee hij ook optrad in Duitsland.
In 1977 gaf hij concerten in Riga en in het huidige Sint-Petersburg te samen met het Koninklijk Mannenkoor Die Haghe Sanghers onder leiding van dirigent René Verhoeff. In 1995 trad hij op in de St. Nicolaaskerk in Praag te samen met het Breda’s Mannenkoor onder leiding van dirigent Marcel Verhoeff met een uitvoering van onder meer  de Polni Mse, de Soldatenmis van Martinů. Na uitgebreide tournees door Europa en de Verenigde Staten was Kruysen voornamelijk actief in Nederland. Zijn interpretaties werden geroemd om hun eenvoud, intelligentie en perfecte dictie.
Hij vertolkte de rol van operazanger Theo Fabrice in Eline Vere, een Nederlands-Belgisch-Franse filmproductie uit 1991 naar de gelijknamige roman van Louis Couperus. 

## Prijzen en onderscheidingen
- 2001: Diapaison d'Or  voor CD heruitgave Henri Duparc Mélodies CD Bernard Kruysen, Noël Lee (Naïve,2001)
- 1984: Officier de l’Ordre des Arts et des Lettres (Goud).[16]
- 1978: Ridder in de Orde van Oranje Nassau.[17]
- 1977: Officier de l’Ordre des Arts et des Lettres (Zilver).[16]
- Kruysen was de eerste Nederlander die de Grand Prix du Disque kreeg.[18] Hij kreeg er in totaal vier:
  - 1961: Voor zijn interpretatie van de liederen van Claude Debussy (met de pianist Jean-Charles Richard)
  - 1962: Voor zijn plaat met het Requiem van Gabriel Fauré en het Orkest van de Opera Monte Carlo olv Louis Fremaux.[19]
  - 1963: Voor een opname met liederen van Gabriel Fauré.[16]
  - 1974: Voor zijn plaat met liederen van Gabriel Fauré[20]
- 1964: Gouden Orpheus voor de beste liederenzanger met zijn interpretatie van Schumann's "Liederkreis".[16]
- 1958: Grand prix de l'excellence de la mélodie française.[16]
- 1958: Grand prix hors concours Gabriel Fauré.[16]
- 1958: Tweede prijs op het internationale vocalisten concours van ’s-Hertogenbosch.

## Overig
- Bernard Kruysen vertegenwoordigde zijn land een aantal malen op de wereldkampioenschappen onderwaterjacht. In hetzelfde domein was hij ook regisseur van onderwaterfilms[21] in samenwerking met zijn duikvriend Fik Meijer. Samen maakten zij vele duiktochten in de diepzeewateren rondom Ibiza.[22] Hij deed ook het camerawerk[23] voor een episode uit 1965 van de BBC serie "Travellers' Tales"[24] met Sir David Attenborough.
- Zijn grootvader Jan Kruysen en vader Antoon Kruysen[25] waren kunstschilders.
- Kruysen had vier kinderen: Monique, Ino (zangeres)[26], Michaël en André (beeldhouwer)[27].

## Discografie en opnames
- Johann Sebastian Bach  - Kantates 56+82 (1979): Met het Residentie Barokorkest, Frank Minderaa (hobo) en Jacques van den Dool (orgel) olv René Verhoeff,  Lp/Cd Mirasound
- Henriëtte Bosmans – 6 liederen: L’anneau – Chanson – Rondel - Complainte du petit cheval blanc - Le diable dans la nuit - Le naufrage, met Felix de Nobel (piano), Holland Festival 1972), radio
- Johannes Brahms – Die schöne Maguelone op.33 (1967): Met Noël Lee (piano), Lp Valois, CdNaive
- Harry Cox – La Bien-Aimee (1970): Cycle de 26 Melodies sur des Poèmes de Maurice Carême met Harry Cox (piano) , Lp
- Claude Debussy:
  - Liederen: Met Jean-Charles Richard (piano), 1e Grand Prix du Disque 1961, Lp/Cd Valois
  - Liederen (1982/83): Met Francis Poulenc (piano) en Jean-Charles Richard (piano), Cd INA
  - Liederen: Met Hans Henkemans (piano), Holland Festival 1968, Lp Radio Nederland
  - 2 Ballades de François Villon (1963): Met het Nederlands Radio Symphony Orkest olv Henk Spruit
- Alphons Diepenbrock – 3 orkestliederen (1963): Met het Radio Philharmonisch Orkest olv Willem van Otterloo, Cd
- Henri Duparc - 12 liederen (1971): Met Noël Lee (piano), Lp Telefunken, Lp/Cd Valoi, Cd Naïve, 1e  Diapaison d'Or 2001
- Gabriel Fauré:
  - La bonne Chanson Op. 61 + Op. 76/85/113 (1973): Met Noël Lee (piano), Lp Valois/Telefunken/Astree Auvidis, 4e Grand Prix du Disque 1974
  - Requiem: Met het Orkest Opera Monte Carlo olv Louis Frémaux,  Lp Erato, 2e Grand prix du Disque 1962[19]
  - Requiem (1975): Met Elly Ameling en het Rotterdams Philharmonisch Orkest olv Jean Fournet, Philips
- Hans Henkemans – Villonnerie (1969): Met het Radio Philharmonisch Orkest olv Jean Fournet, Lp/Cd Donemus
- Gustav Mahler – 2 RückertLieder (1962): Met het Rotterdams Philharmonisch Orkest olv Eduard Flipse
- Bohuslav Martinů- Polni mse / Veldmis (1976): Met Die Haghe Sangers olv René Verhoeff, Lp Omega, Cd Mirasound
- Jules Massenet – Liederen (1986): Met Noel Lee (Piano), Lp/Cd Arion
- Marius Monnikendam - Hearth Rhythm (1976): Met Die Haghe Sangers olv René Verhoeff, Lp Omega
- Claudio Monteverdi - Madrigali + Scherzi Musicali (1967): Met Christian Larde (Fluit), Jean Lamy (Viola da Gamba) en Huguette Dreyfus (Klavecimbel), Lp Valois
- Modest Mussorgsky - Lieder und Tanze des Todes (1966): Met Noel Lee (Piano), Lp Valois/Telefunken
- Francis Poulenc:
  - Dialogues des Carmélites – Suzanna Rosander[28] (Blanche de la Force), Nadine Denize (Mère Marie de L'incarnation), Cora Canne Meijer (nl) (Madame de Croissy), Bernard Kruysen (le Marquis de la Force), Rémy Corazza (le Chevalier de la Force) ; Nederlands Radio Filharmonisch Orkest, o.l.v. Jean Fournet, Utrecht, Geertekerk (nl), 20 december 1973; coproductie KRO / AVRO / BBC
  - Liederen (1983): Met Noel Lee (Piano), Lp/Cd Arion, 2e  Diapaison d'Or 2004
- Maurice Ravel:
  - Chansons Madecasses + Histoires naturelles (1993): Met Gerard van Blerk (Piano), Anner Bijlsma (Cello) en Frans Vester (Fluit), CD Bayer
  - L'Enfant et les Sortilèges (1975): Met het Koninklijk Concertgebouworkest olv Bernard Haitink
- Franz Schubert - Winterreise D.911 (1993): Met Gerard van Blerk (Piano), CD Erasmus/Dante[9]
- Robert Schumann:
  - Liederkreis op. 39 + op.90 (1964): Met Jean-Charles Richard (Piano), Lp Valois, 3e Grand prix du Disque 1964
  - Liederkreis op.39 + Dichterliebe op.48 (1971): Met Noel Lee (Piano), Lp Valois
- Ralph Vaughan Williams - Five mystical songs (1976): Met het Residentie Bachkoor en Residentie Orkest olv Gerard Akkerhuis
- Liederenrecital: De enige bestaande video-opname van een volledig liederenrecital door Bernard Kruysen met Janny Lobbezoo (Piano), St.Oedenrode 1992, H. DUPARC - 3 liederen, Fr. POULENC – 3 liederen, Fr. SCHUBERT - Die Krahe uit Winterreise, R. SCHUMANN - Dichterliebe op.48, VHS/DVD

- Diverse liederen: Met Felix de Nobel op piano, 1964 radio, BIZET – CHABRIER - FRANCK – GOUNOD – GRIEG – MUSSORGSKY – WOLF

## Externe Links
- Youtube kanaal Bernard Kruysen - Diverse opnames
- Bernard Kruysen op muziekweb.nl
- Bernard Kruysen op AllMusic
- (en)  Bernard Kruysen op Discogs
- (en)   Bernard Kruysen op MusicBrainz
- Kadoguy VS - 46 opnames met Bernard Kruysen
- Dutch Composers geselecteerd op “Kruysen" - 3 opnames
- Concertzender geselecteerd op "Kruysen" - 7 opnames
- Eva, jrg 20, 1963, no. 31, 03-08-1963: “Twee werelden van Bernard Kruysen” Delpher